# AMD Fusion
AMD Fusion je kódové označení pro návrh CPU umístěných v jednom pouzdře nebo nejnověji na stejném čipu s GPU, který vyvíjí společnost AMD. Tento koncept se nazývá Accelerated Processing Unit. Pod názvem AMD Fusion plánuje více modelů, lišících se počtem jader, frekvencí a výkonem grafické a centrální procesorové jednotky.

## Vývoj
O plánech konceptu, který AMD Fusion realizuje, poprvé mluvil Henri Richard již v červnu 2006. První představení, nicméně, bylo až 1. června 2010 na veletrhu Computex, kde procesor Fusion běžel pod systémem Windows 7. Uvedení na trh má být v Q4 2010. První modely budou vyráběny 40nm technologickým procesem u společnosti TSMC, další (v roce 2011) by měly přejít na 32 nm. Procesory budou dvoujádrové o taktu kolem 1,5 GHz, grafický čip bude podporovat DirectX 11 a hovoří se až o výkonu na úrovni desktopové grafiky Radeon HD 5400! FUSION by měl nahradit nepříliš úspěšnou platformu NEO, tedy konkurenci Intel Atom a nejlevnějším ULV procesorům od Intelu, ovšem s výrazně silnější grafickou kartou a i o trochu vyšším výkonem CPU části.

## Použití
Fusion není primárně určen pro high-end desktopy nebo notebooky, ale spíše pro zařízení, které dělají kompromis mezi výkonem a mobilitou – netbooky, ultrapřenosná zařízení (UMPC), Microsoft Tablet PC, tablety, přehrávače multimédií, některé budoucí smartphony a další „hybridní“ mobilní zařízení. AMD si od Fusionu slibuje nabídnout výrobcům těchto zařízení cenově a výkonnostně zajímavý grafický a centrální procesor, přizpůsobený pro použití v nich, s miniaturními rozměry, a zlomkovým TDP oproti současným architekturám (např. AMD Bulldozer nebo Intel Sandy Bridge). Dvoučipy AMD Fusion mají být rozděleny do čtyř linií podle použití:
- obecné použití
- zaměření na data a jejich zpracování
- zaměření na grafiku
- zaměření na média[5]

Výsledné jednopouzdrové CPU-GPU pak mohou být pro dané použití vytvořeny pouhou změnou konfigurace v CPU a/nebo GPU části. Podle výkonného viceprezidenta společnosti Mario A. Rivase chce AMD programem Fusion zvýšit variabilitu svých nabízených čipů a tím lépe vyhovět specifickým nárokům cílových odběratelů. AMD se tak snaží získat větší podíl na trhu procesorů pro mobilní zařízení a (u netbooků) vytlačit kombinaci „Intel Atom + integrovaná grafická karta“. Intel naproti tomu vyvíjí 22nm výrobní technologii, kterou má v plánu nasadit v 2. polovině roku 2011.

### Spojení GPU
AMD umožní spolupráci některých diskrétní grafické karty a některých GPU v CPU Llano (neboli CrossFireX). Řada E2 nebude mít možnost zapnout CF.
- A8 s iGPU HD 6620G půjde kombinovat s HD 6770 M vznikne HD 6775 GX2, s HD 6750 M vznikne HD 6755 GX2, s HD 6730 M vznikne HD 6760 GX2, s HD 6650 M vznikne HD 6740 GX2, s HD 6630 M vznikne HD 6740 GX2

| Diskrétní grafická karta | APU           | APU           | APU           |
| Diskrétní grafická karta | A8 + HD 6620G | A6 + HD 6520G | A4 + HD 6480G |
| ------------------------ | ------------- | ------------- | ------------- |
| HD 6770 M                | HD 6775 G2    | HD 6775 G2    |               |
| HD 6750 M                | HD 6755 G2    | HD 6755 G2    |               |
| HD 6730 M                | HD 6760 G2    | HD 6740 G2    |               |
| HD 6650 M                | HD 6740 G2    | HD 6720 G2    |               |
| HD 6630 M                | HD 6690 G2    | HD 6680 G2    |               |
| HD 6490 M                | HD 6645 G2    | HD 6545 G2    | HD 6515 G2    |
| HD 6470 M                | HD 6640 G2    | HD 6540 G2    | HD 6510 G2    |
| HD 6450 M                | HD 6640 G2    | HD 6540 G2    | HD 6510 G2    |
| HD 6430 M                |               |               | HD 6510 G2    |

## Modely

### Brazos
- vydání Q1 2011
- proces 40 nm u TSMC
- TDP 5, 9 nebo 18 W
- použití: minibook, netbook, základní desky mini-ITX
- paměťový řadič s podporou DDR3 pamětí
- CPU
  - 1 nebo 2 jádra postavena na úsporných jádrech AMD Bobcat s nižšími pracovními frekvencemi
- GPU
  - 16 5D jednotek = 80 SP
  - podpora DX11, UVD3
  - jádro odvozeno z řady HD 5000 = jádra RV8x0

### Llano
- založeno na AMD Athlon II (K10.5) s menšími úpravami
- proces SOI, 32 nm
- paměťový řadič s podporou DDR3 pamětí
- integrovaný řadič PCIe 2.0
- CPU
  - 2 až 4 jádra
  - 2,3 až 3 GHz
- GPU
  - až 80 5D jednotek = 400 SP
- verze
  - Lynx – pro desktopy, TDP 65 a 100 W
  - Sabine – pro přenosná zařízení, TDP 35 a 45 W

### Bez GPU
Společnost AMD se rozhodla vydat i verzi bez GPU. Zatím je znám jediný model Athlon II X4 631.
Mohou se objevit i další modely Sempron, Athlon II X2 a X3 a další.

## Marketing a prezentace
Procesory řady C, E a Z by měly při spotřebě 6 až 18 W a ploše 75 mm2 nahradit diskrétní grafiku o spotřebě 8 W a ploše 59 mm2, procesor o spotřebě 25 W a 117 mm2 a čipset o spotřebě 13 W a 66 mm2, to dává rozdíl u spotřeby 28 až 40 W a u plochy 167 mm2.
Procesory řady A by měly při spotřebě 35 až 45 W a ploše 228 mm2 nahradit diskrétní grafiku o spotřebě 27 W a ploše 108 mm2, procesor o spotřebě 45 W a 200 mm2 a čipset o spotřebě 13 W a 66 mm2, to dává rozdíl u spotřeby 40 až 50 W a u plochy 146 mm2.
Výdrž na baterie pro Brazos by se měla zvednout z až 6,5 hodiny na až 11 hodin.
Měly by existovat 4 kategorie trhu (samolepek). E2 VISION (Smart HD) je pro základní kancelářské úkony, A4 VISION (Brilliant HD Everyday) je pro základní multimediální úkony, A6 VISION (Brilliant HD Entertainment) je pro náročnější multimediální úkony a A8 VISION (Brilliant HD Performance) by měl nabízet nejvyšší výkon v dané řadě. Výkon v 3Dmark Vantage (1280x1024 Performance) pro procesor třídy A4 a grafiku HD 6480G je 2045 bodů (100%), pro procesor třídy A6 a grafiku HD 6520G je 2502 bodů (122%) a pro procesor třídy A8 a grafiku HD 6620G je 3005 bodů (147%).